# Joseph Nollekens
Joseph Nollekens (1737-1823) fou el millor escultor neoclàssic britànic de finals del segle xviii.

## Biografia

### Primers anys i formació
Fou fill del pintor d'Anvers Joseph Francis Nollekens (el qual es traslladà a Londres el 1733) i, als 13 anys, va esdevindre deixeble de l'escultor flamenc Peter Scheemakers, de qui va aprendre a apreciar l'escultura de l'antiguitat clàssica.

### Estada a Roma

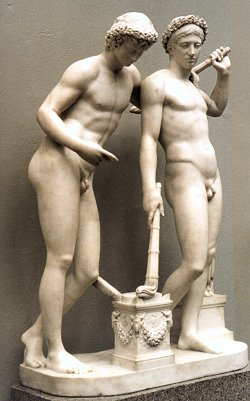
Càstor i Pòl·lux (1767, còpia d'una estàtua antiga, Victoria and Albert Museum, Londres)

A l'edat de 23 anys es va traslladar a Roma, on s'hi va guanyar la vida (del 1760 al 1770) fent rèpliques, restaurant, falsificant i venent escultures antigues. També va realitzar alguns bustos, incloent-hi el de Laurence Sterne (1766, National Portrait Gallery, Londres), el qual constitueix un estudi esplèndid del personatge d'acord amb l'estil antic. Treballava al taller de Bartolomeo Cavaceppi restaurant i imitant l'antiga escultura de pedra, així com figures de terracota d'escultors renaixentistes (com ara, Andrea della Robbia, Michelangelo i Giambologna). El 1762 va fer un baix relleu de marbre, Timoclea davant Alexandre, el qual va ésser guardonat amb un premi de 50 guinees per la Societat de les Arts. El 1767 va fer una còpia, excepcionalment precisa, de l'antiga Càstor i Pòl·lux. De les seues obres d'aquest període, la més important és Mercuri i Venus reprenent Cupido (1768). A Roma, Nollekens va poder absorbir, amb l'aprenentatge dels mestres, tot el que va poder de l'escultura grega clàssica i del renaixement italià per a crear un estil propi neoclàssic fents escultures de marbre, el qual, ràpidament, li va valdre una bona reputació i una petita fortuna. A més, també es va guanyar bé la vida fent de comerciant d'art (era especialment popular entre els turistes anglesos que visitaven Roma durant el Grand Tour per Europa.

### Retorn a Anglaterra

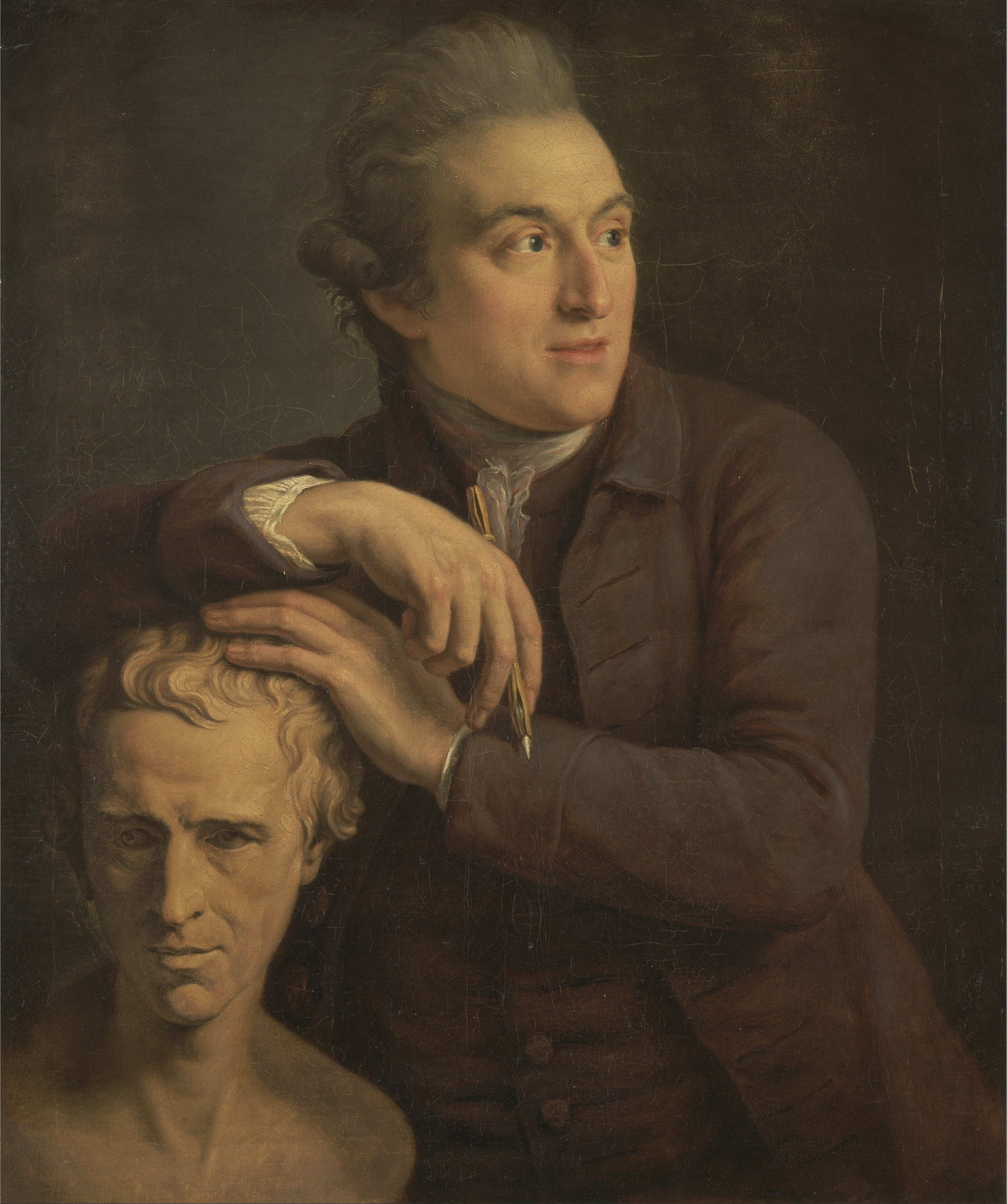
Joseph Nollekens amb el seu bust de Laurence Sterne (1772, oli sobre tela de John Francis Rigaud, Centre d'Art Britànic de Yale)

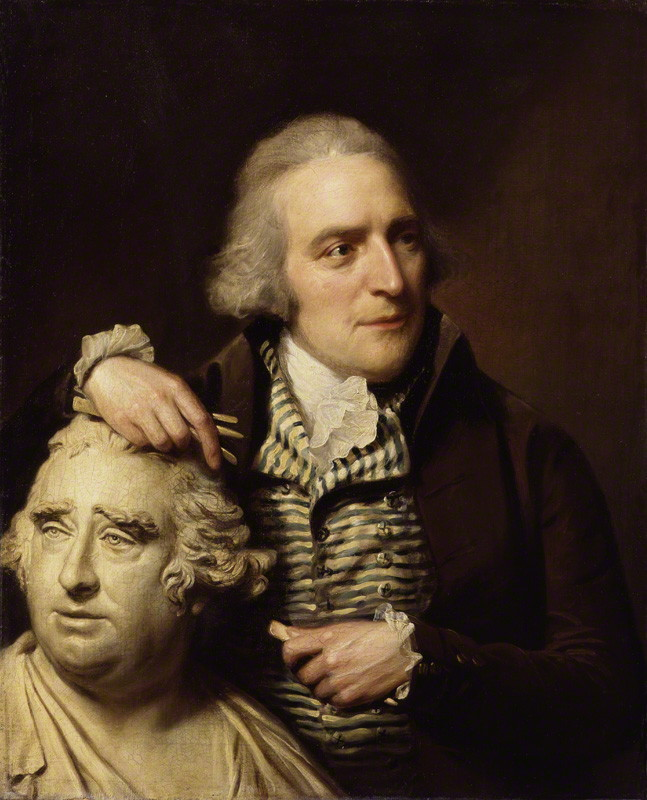
Retrat de Joseph Nollekens (cap al 1797, oli sobre tela de Lemuel Francis Abbott, National Portrait Gallery, Londres)

En tornar a Anglaterra el 1770, s'hi va establir com a escultor retratista especialitzat en busts de marbre o guix, va esdevindre membre de ple dret de la Royal Academy of Arts (1772) i fou patrocinat pel rei Jordi III. Quan va realitzar la seua famosa estàtua de Venus (1773, Museu J. Paul Getty, Los Angeles) ja havia esdevingut el millor escultor retratista de la seua època. Tant ell com la seua muller van ésser personalitats força conegudes en els cercles artístics londinencs del final del segle xviii i principi del xix, tots dos amb fama d'ésser força avars. A més del rei Jordi III, els seus clients incloïen tot un reguitzell d'important figures polítiques britàniques del moment, incloent-hi William Pitt "El Jove", Charles James Fox, el Duc de Bedford, Lord Canning, Lord Castlereagh, Lord Aberdeen i Lord Liverpool, entre molts altres. També va fer busts de diversos artistes importants, com el del retratista nord-americà Benjamin West (1738-1820). Molts d'aquests treballs estaven influenciats pels busts romans de l'estil romà republicà tardà.
Va morir a Londres el 1823 després d'haver fet una fortuna considerable (va deixar un llegat de 200.000 lliures esterlines) i fou enterrat a l'església parroquial de Paddington.

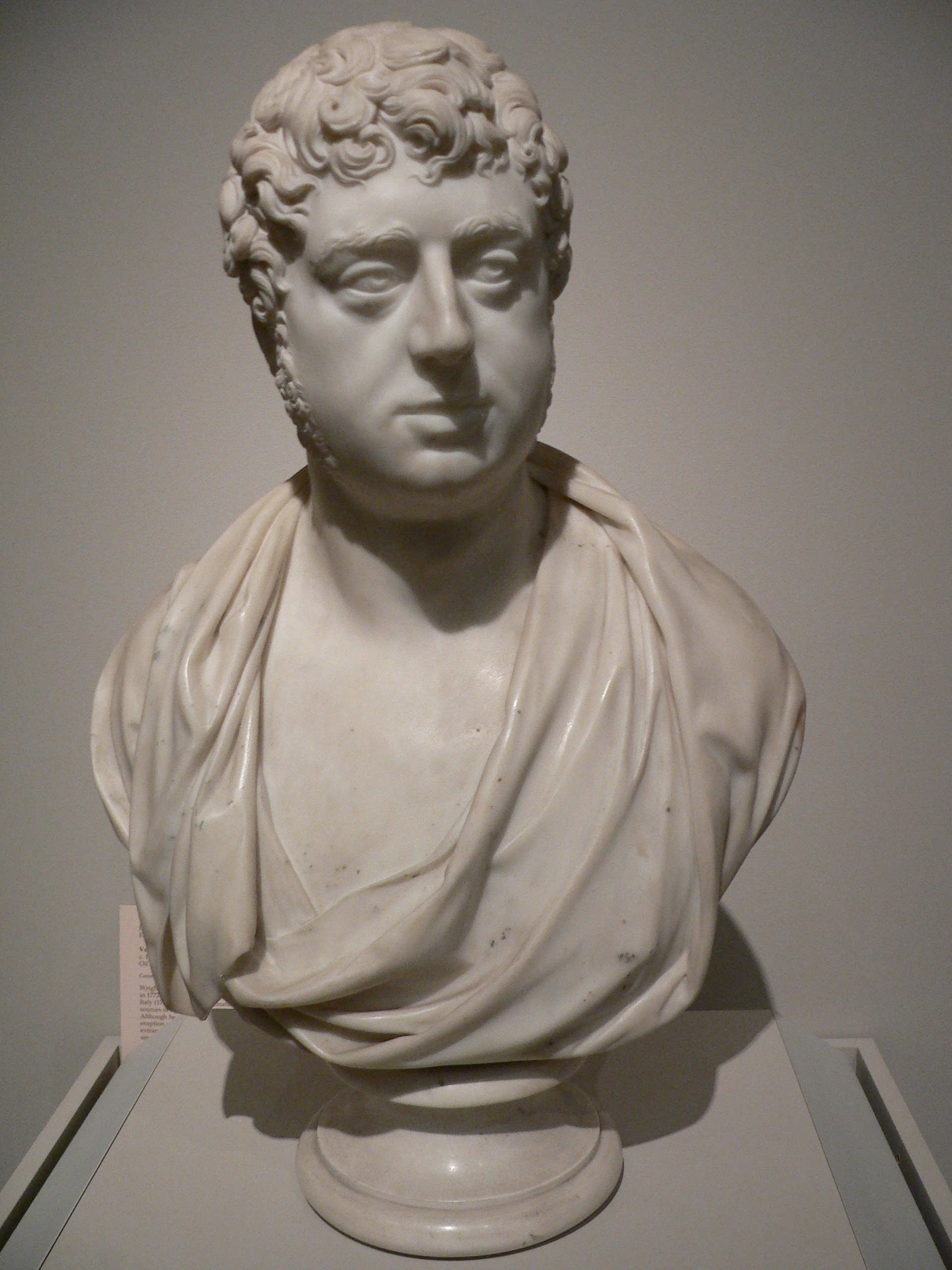
Bust of Francis Russell, Fifth Duke of Bedford (1805, marbre, Iris & B. Gerald Cantor Center for Visual Arts, Universitat Stanford, Califòrnia)

Les seues memòries, escrites pel seu deixeble i decebut testamentari J. T. Smith (1766-1833), Nollekens and his Times (Nollekens i el seu temps) del 1828, proporcionen una notable descripció de la seua mesquinesa i han estat descrites per Rupert Gunnis en el Dictionary of British Sculptors, 1660-1851 com, possiblement, "la biografia més franca, despietada i menys falaguera de totes les escrites en llengua anglesa".

## Estil
Les seues obres principals presenten una caracterització viva i brillant (existeix un gran nombre de còpies de taller de qualitat inferior de les seues peces més populars, com ara el bust de Charles James Fox o el de William Pitt "El Jove"). A més dels retrats escultòrics, Nollekens va esculpir una sèrie d'estàtues mitològiques de marbre en un estil lleugerament eròtic (com ara, Minerva, Juno, Bacus, Venus traient-se la sandàlia, Hope leaning on an Urn, Pet i Àrria, Cupido i Psique i Venus anointing Herself). No obstant això, i tot i ser el seu tipus favorit d'escultura i amb un aspecte rococó delicat i elegant, la major part d'aquestes obres no tenen l'originalitat d'altres treballs seus. Nollekens també va executar una gran quantitat de monuments funeraris, així com una extensa gamma de dissenys exteriors per a jardins.
Tot amb tot, Nollekens és més conegut pel classicisme dels seus busts en guix o marbre i per les seues estàtues mitològiques (com ara, Venus, 1773, Getty Center, Los Angeles). Igual que l'escultor Jean-Antoine Houdon (1741-1828), Nollekens tenia una certa tirada cap al barroc, encara que a partir de certa etapa de la seua vida es va decantar per l'estil de l'escultura romana per als seus busts.

## Obres destacades
- Mercuri en repòs (terracota, 53 cm d'altura, col·lecció privada)
- Monument amb guerrer mort i àngel (443 × 290 mm)
- Pastor i nimfa (terracota, possiblement de Joseph Nollekens)[15]
- Bust of a Man, possibly Benjamin West (Reial Societat d'Horticultura, Londres)[16]
- Bust of an unidentified woman (marbre, col·lecció privada)[16]
- Bust de Sir Francis Chantrey (marbre, Woburn, Bedfordshire, Anglaterra)[16]
- Disseny amb tres figures (7'3 × 8'9 cm, dibuix a llapis)[17]
- Abraham i Isaac (21 × 13'7 cm, dibuix a llapis)[17]
- Idyllic Rural Craft (15'6 x 20 cm, dibuix)[17]
- Urban Industry (16'8 x 20 cm, dibuix)[17]
- Drawing of a portrait bust (1760s?, 193 × 156 mm, Royal Academy of Arts, Londres)[18]
- Enees fugint de Troia (1760s?, 226 × 171 mm, Royal Academy of Arts, Londres)[18]
- Bust, Tomb of Samuel Burroughs (circa 1761, Offley, Hertfordshire, Anglaterra)[16]
- Laurence Sterne (1766, marbre, 43'2 × 30'5 cm)[17]
- Càstor i Pòl·lux (1767, estàtua de marbre, Victoria and Albert Museum, Londres)[19]
- Monument to Lady Henrietta Williams Wynn (circa 1770, Parish Church, Ruabon, Gal·les)[16]
- Monument to Elizabeth, Countess of Gainsborough (1771, St Peter and Paul Church, Leicestershire, Anglaterra)[16]
- Venus (1773, marbre, 124 × 50'8 × 50'8 cm, Museu J. Paul Getty, Califòrnia)[8]
- Cupido i Psique (1773, relleu fet en marbre, 594 × 493 mm, Royal Academy of Arts, Londres)[18]
- Monument to Bishop Johnson (1774, catedral de Worcester, Anglaterra)[16]
- A Study for the Monument of Oliver Goldsmith in Westminster Abbey (disseny) (1774, dibuix a ploma i tinta marró sobre paper verjurat), 19'9 × 16'3 cm, Victoria and Albert Museum)[20]
- Minerva (1775, marbre, 144 cm, Museu J. Paul Getty, Califòrnia)[8]
- Monument to Allen Earl Bathurst and Catherine, his wife (circa 1775, Cirencester, Anglaterra)[16]
- Laurence Sterne (1776, marbre, 55'2 × 30'5 × 25'4 × 19'1 cm, 26'8 kg, aquest bust catapultà la carrera com a escultor de Nollekens, National Portrait Gallery, Londres)
- Juno (1776, marbre, 139'1 cm, Museu J. Paul Getty, Califòrnia)[8]
- Monument a Sir Thomas i Lady Salisbury (1777, marbre, església de Great Offley, Hertfordshire)
- Bust of George Aufrere (1777, col·lecció privada)[16]
- Diana (1778, marbre, 124 cm d'altura, Victoria and Albert Museum, Londres)[21][22][16]
- Bust of General Sir Eyre Coote, Commander in Chief of the Army in India (1779, marbre, 72 × 52 cm, National Army Museum, Londres)[23]
- Estatueta al·legòrica (ca. 1780, terracota, 36'2 cm, Museu de Belles Arts de Boston)[15]
- Bust de David Garrick (1780-1790, marbre, 20 polzades d'altura)[16]
- Drawing of the Monument to Viscount Campden (1663-81) in Exon Church, Leicestershire (1782-1790, 20'1 × 16 cm, guix sobre paper verjurat)[20]
- Design for "The Three Captains Memorial" (ca. 1784, aquarel·la envoltada per una línia d'or, 80'5 × 66 cm)
- Sir George Savile Bt. (1784, bust de marbre, 75'9 cm d'altura, Victoria and Albert Museum, Londres)[20][24]
- Comtessa de Yarborough (1787, marbre, mida natural, mausoleu de Brocklesby Park, Lincolnshire)
- Monument a Mary, Countess Talbot (1787, St Mary, Great Barrington, Gloucestershire, Anglaterra)[16]
- Retrat d'un nen somrient (dècada del 1790, marbre, 27 cm d'altura, l'Ermitage)[25]
- Retrat de Charles James Fox (1791, marbre, 56 cm, l'Ermitage)[25]
- Design for a medal commemorating the 25th anniversary of the Royal Academy (ca. 1793, llapis sobre paper verjurat, 165 x 165 mm, Royal Academy of Arts, Londres)[18]
- Bust of the Honorable Frances Knight at Nineteen Years of Age (1793, marbre, 63'5 cm × 51,4 cm, Museu d'Art de Filadèlfia)[26]
- Bust, Monument to Henry, 2nd Earl Bathurst (circa 1794, Cirencester, Gloucestershire, Anglaterra)[16]
- Jane Braddyll (1795, marble, 73'7 cm d'altura)[17]
- Monument a John Lee (1795, Staindrop, comtat de Durham, Anglaterra)[16]
- Cap d'un nen (1796, marble, 40'6 cm)[17]
- Alexander Pope (finals del segle xviii, marbre, 54'6 × 30'5 × 22'9 × 19'4 cm, basada en una escultura tallada per Louis-François Roubiliac el 1738)
- Modesty (circa 1800, terracota, 21 cm d'altura, Victoria and Albert Museum, Londres)[20]
- Bust de John Carr (1800, marbre, 26 polzades d'altura, York Castle Museum, York, Anglaterra)[16]
- Woman with a book, possibly Religion, or Mrs Jane Coke of Holkham (1800-1802, terracota, 22 cm d'altura, Victoria and Albert Museum, Londres)[20]
- Maria, Mrs Henry Howard of Corby Castle, Cumberland and her child (1800-1803, terracota, 24'6 × 10'5 × 13'2 cm, Victoria and Albert Museum, Londres)[20]
- Les Tres Gràcies (circa 1802, terracota, 18'5 cm d'altura i 1'7 kg de pes, Victoria and Albert Museum, Londres)[20]
- El juí de París (circa 1803, terracota, 23 × 16'5 cm, Victoria and Albert Museum, Londres)[20][27]
- Laocoont i els seus fills (circa 1803-1805, terracota, 26 cm d'altura, Victoria and Albert Museum, Londres))[28][20]
- Bust de Charles James Fox (1803, marbre, 29 polzades d'altura, col·lecció privada)[16]
- James Maitland, 8th Earl of Lauderdale (1803, marbre, 54'50 cm d'altura, Scottish National Portrait Gallery, Edimburg)[29]
- Bust of 3rd Lord Holland (1804, col·lecció privada)[16]
- The Reverend Sir Mark Sykes (1806, marbre, 69,8 cm, National Gallery of Canada, Ottawa)[30]
- William Pitt "El Jove" (1807, marbre, 59'7 cm d'altura)
- Retrat d'una dama (1807, marbre, 65,4 cm, National Gallery of Canada, Ottawa)[30]
- Bust of Charles Townley (1807, marbre, 47'6 cm d'altura, Towneley Hall Art Gallery and Museum, Burnley, Lancashire, Anglaterra)[23]
- Venus i Adonis (circa 1810, terracota, 22'5 cm d'altura, Victoria and Albert Museum, Londres)[20][10]
- Henrietta Pelham (1810, bust de marbre, 65'5 cm d'altura, Victoria and Albert Museum, Londres)[31][20]
- Bust de Lady Elizabeth Bingham (1810, marbre, 24 × 15 × 8 polzades, col·lecció privada)[16]
- William Wellesley-Pole, 3rd Earl of Mornington (1811, marbre, 686 mm d'altura, National Portrait Gallery, Londres)[32]
- Spencer Perceval (circa 1812, marbre, 660 mm d'altura, National Portrait Gallery, Londres)[32]
- William, Lord Cavendish, Fifth Duke of Devonshire (1748-1811) (circa 1812, marbre, 67'3 × 40'6 cm, North Carolina Museum of Art, Raleigh, Carolina del Nord)[33]
- Lady Brownlow (1814, bust de marbre, 65 cm d'altura, Victoria and Albert Museum)[34][20]
- Monument ot the 1st Lord Gwydyr (circa 1820, Saint Michael's Church, Edenham, Lincolnshire, Anglaterra)[16][35][11][36][37][38]

## Galeria d'imatges

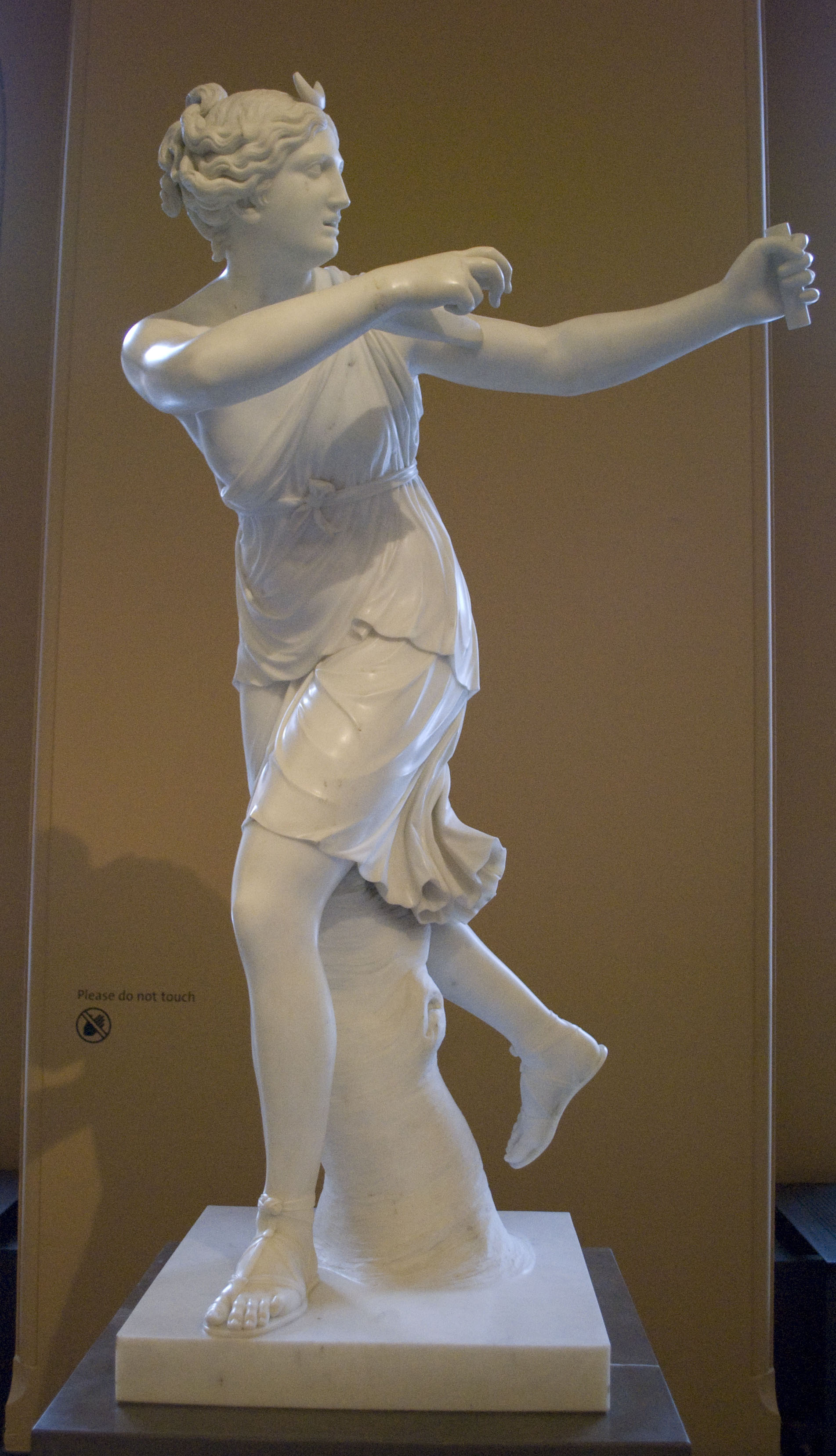
Diana (1778, Victoria and Albert Museum, Londres)
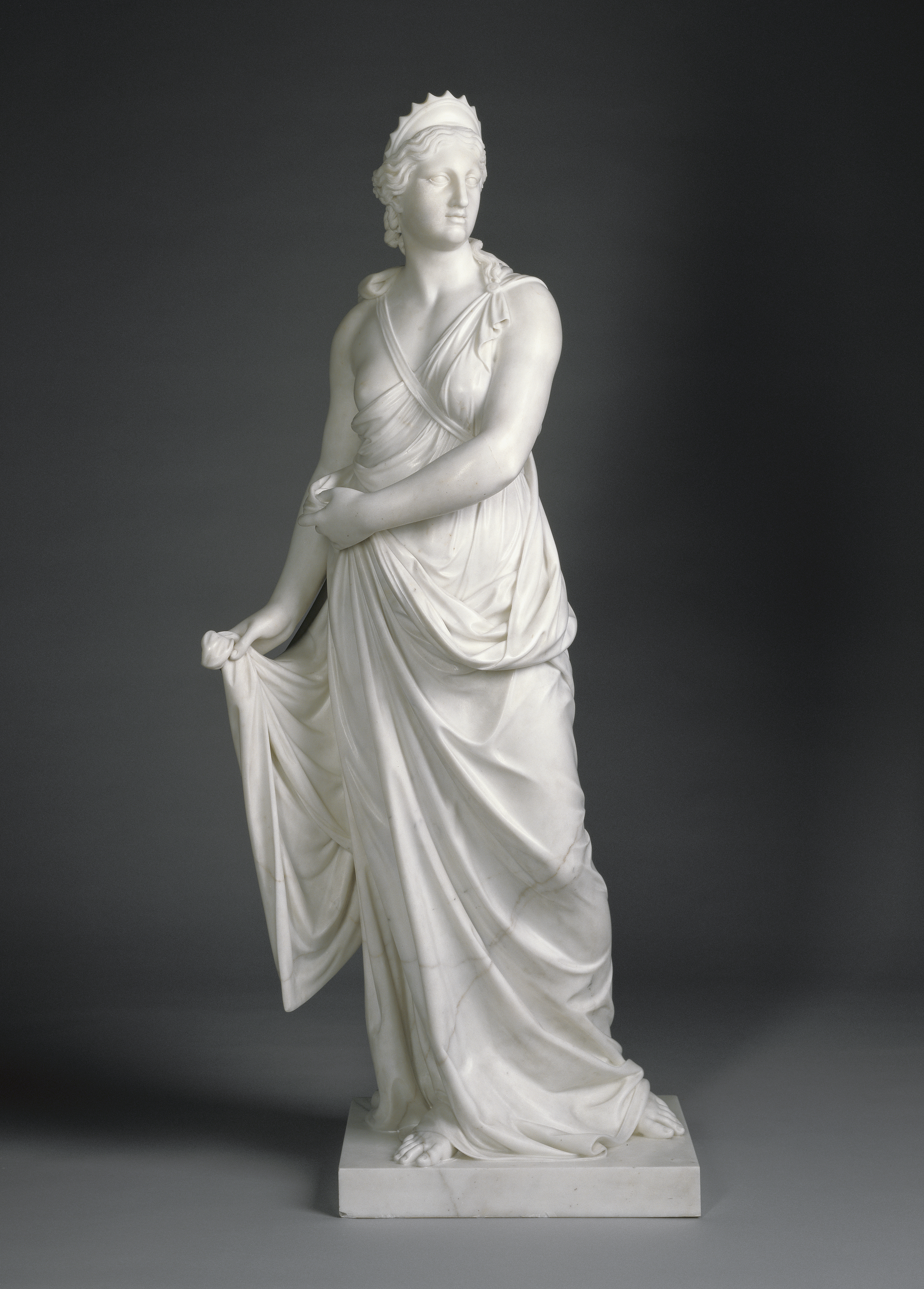
Juno (1776, Museu J. Paul Getty, Califòrnia)
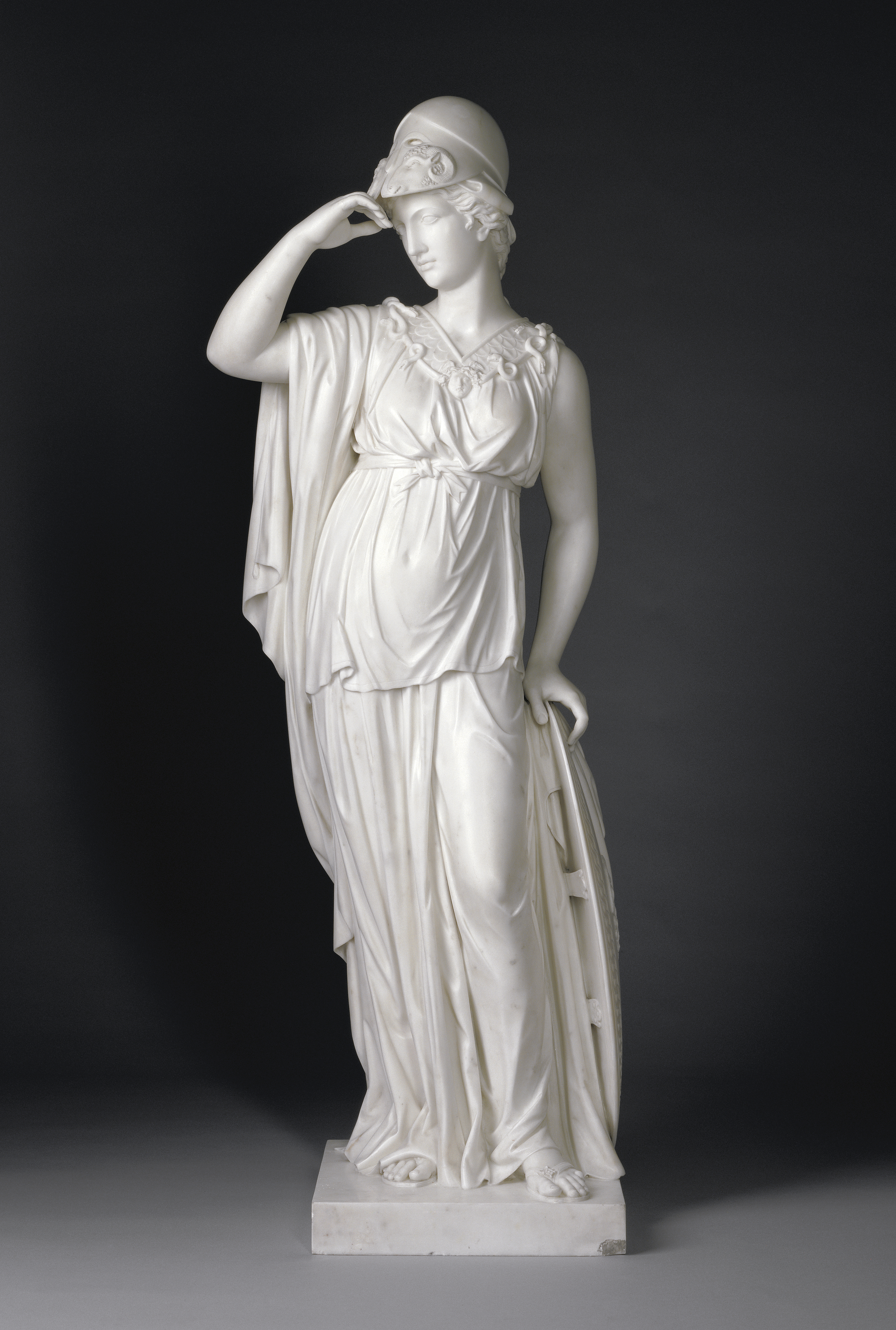
Minerva (1775, Museu J. Paul Getty, Califòrnia)
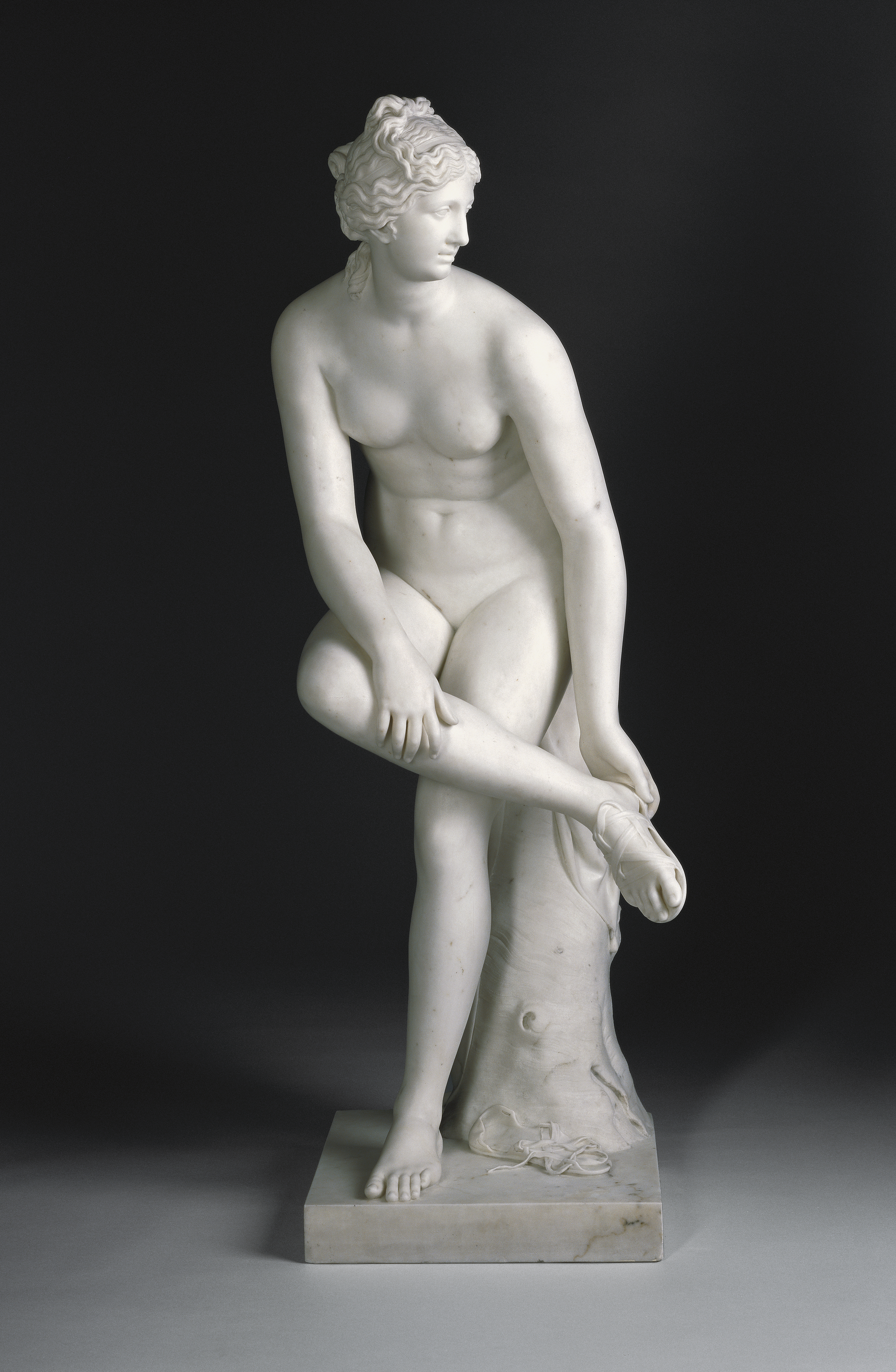
Venus (1773, Museu J. Paul Getty, Califòrnia)
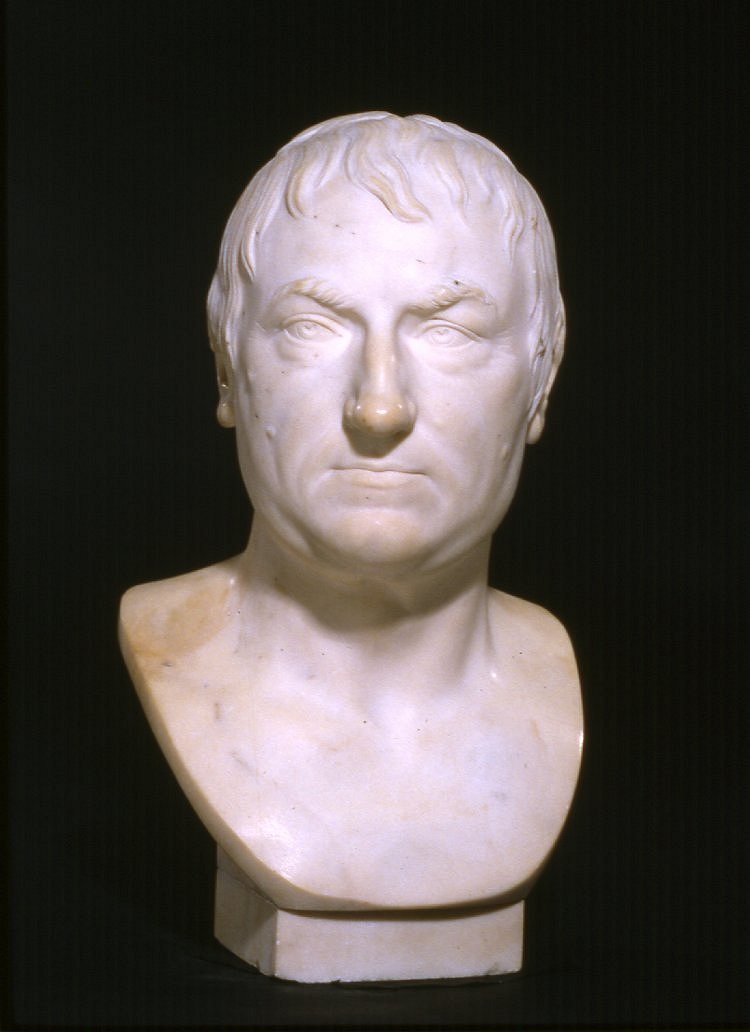
Bust of Charles Townley (1807)
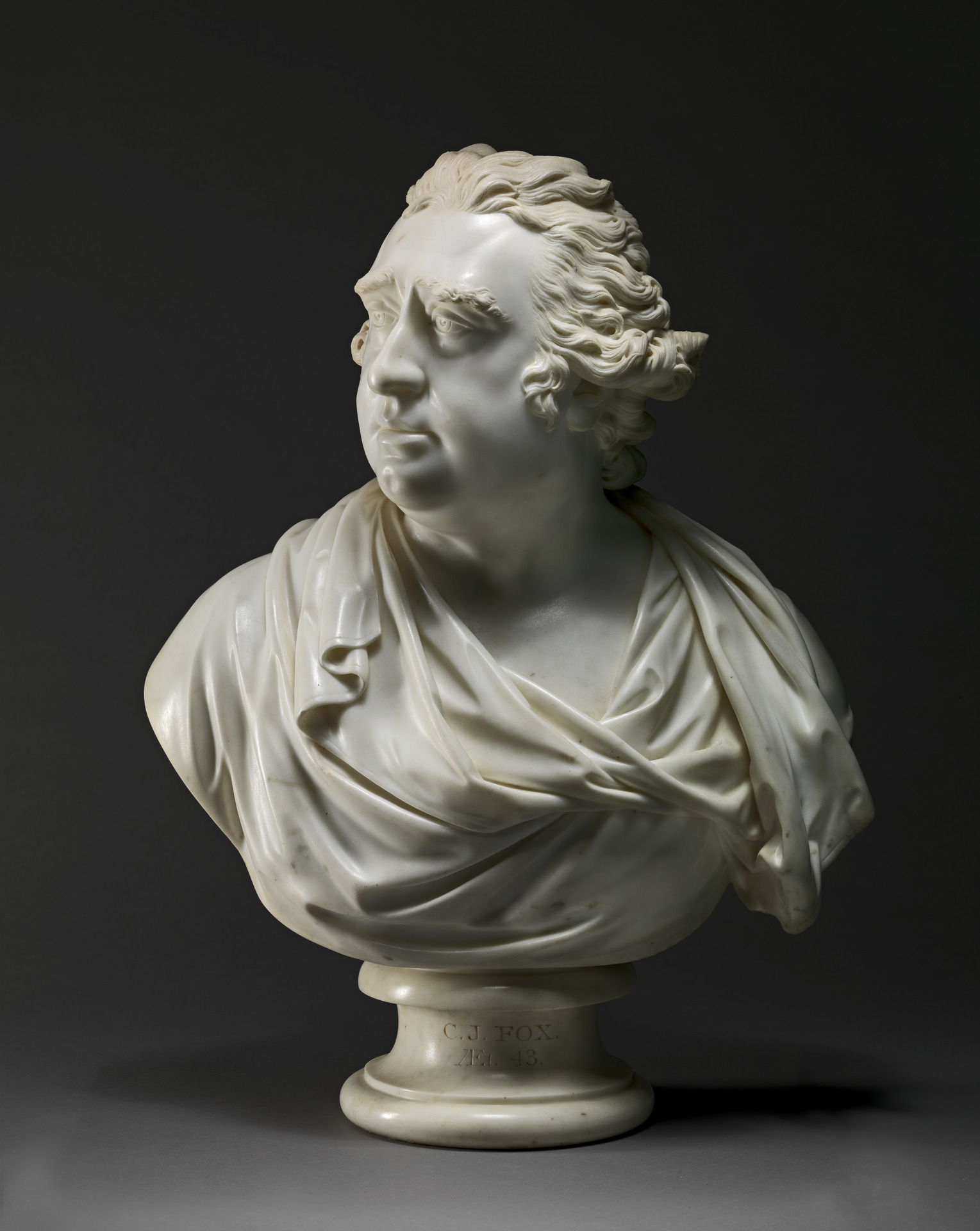
Bust de Charles James Fox (1792)
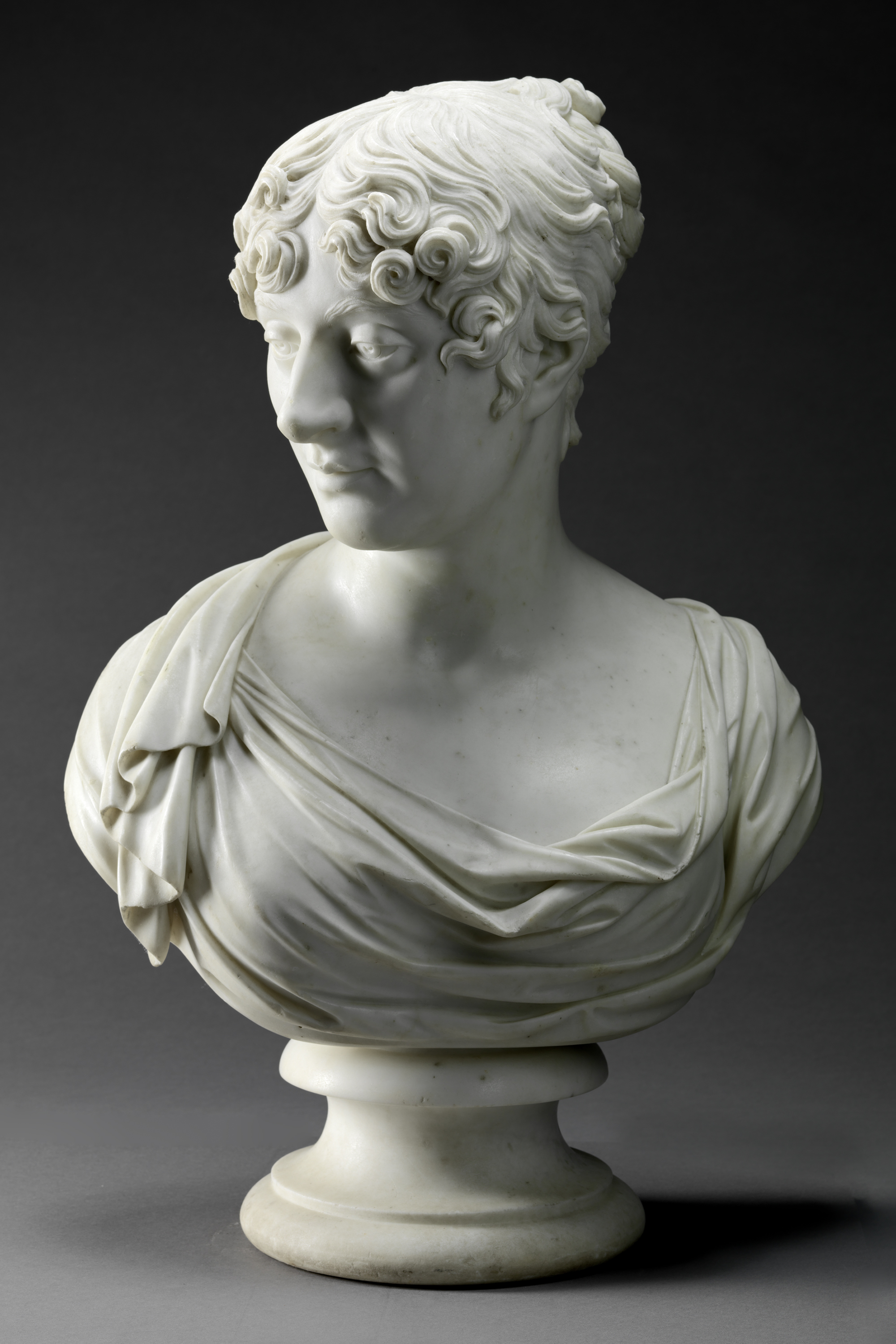
Charlotte, 4th Duchess of Richmond (1812)
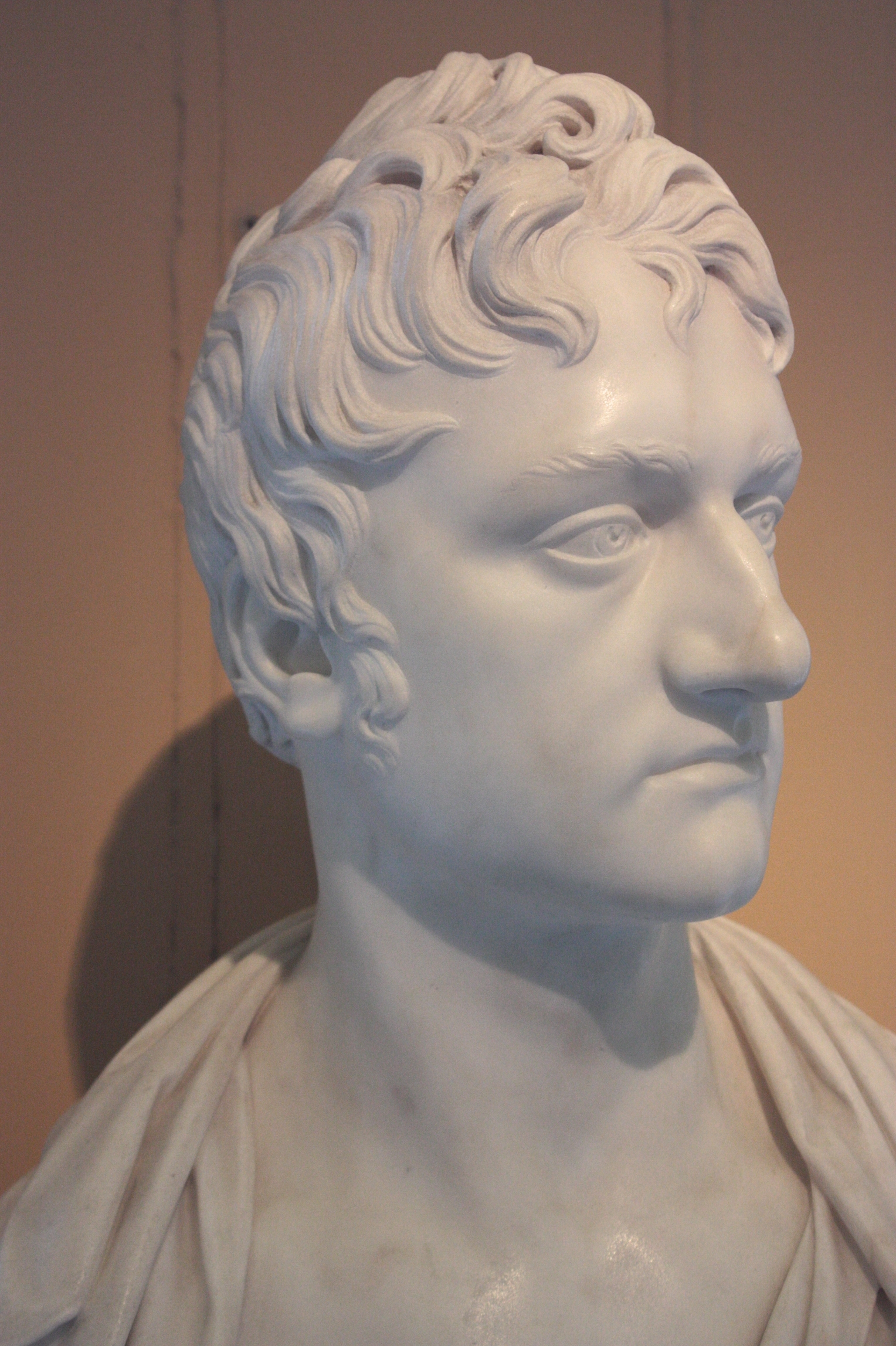
Charles Pelham, 1st Earl of Yarborough (1808)
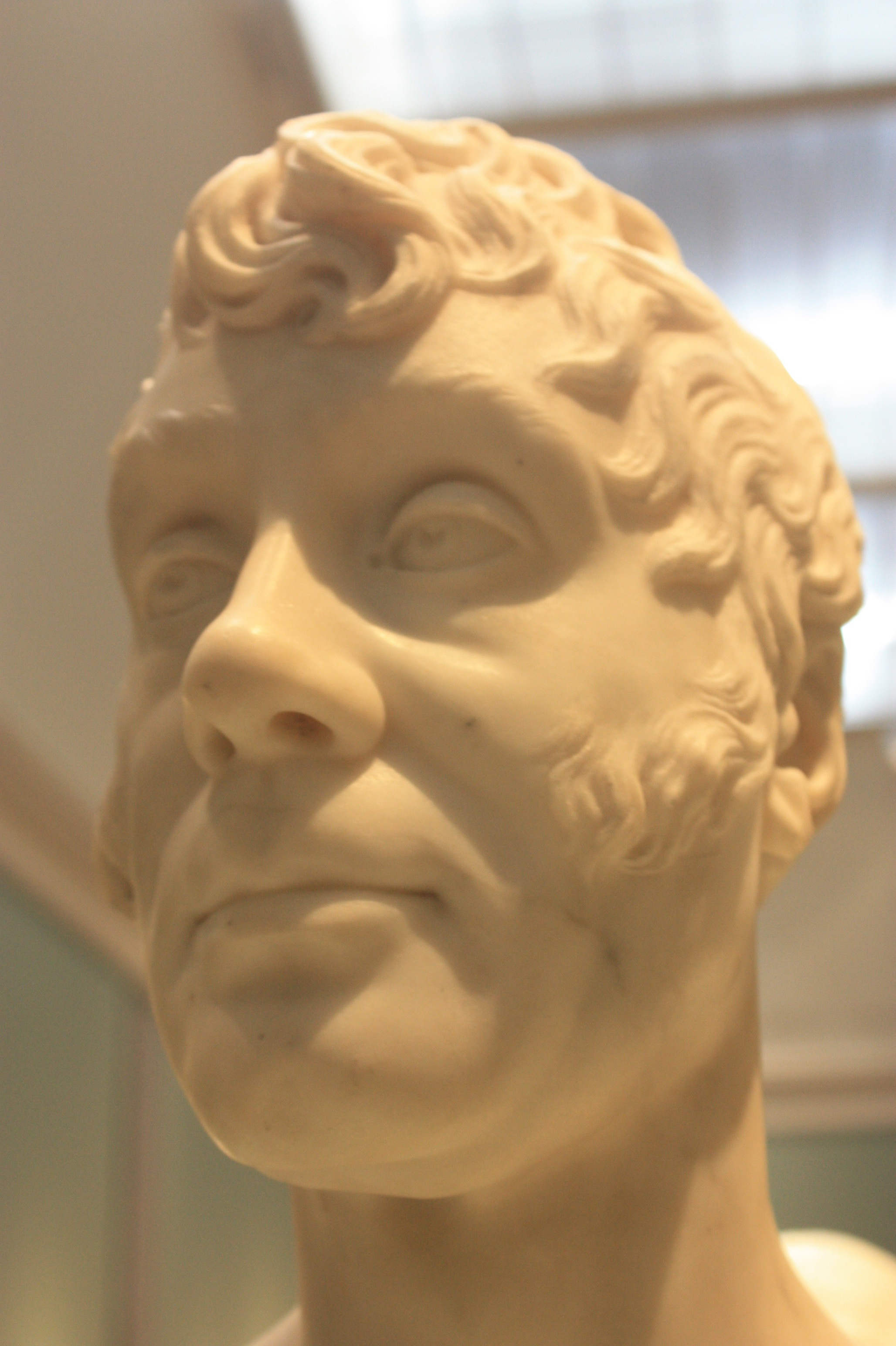
James Maitland, 8th Earl of Lauderdale (1803)
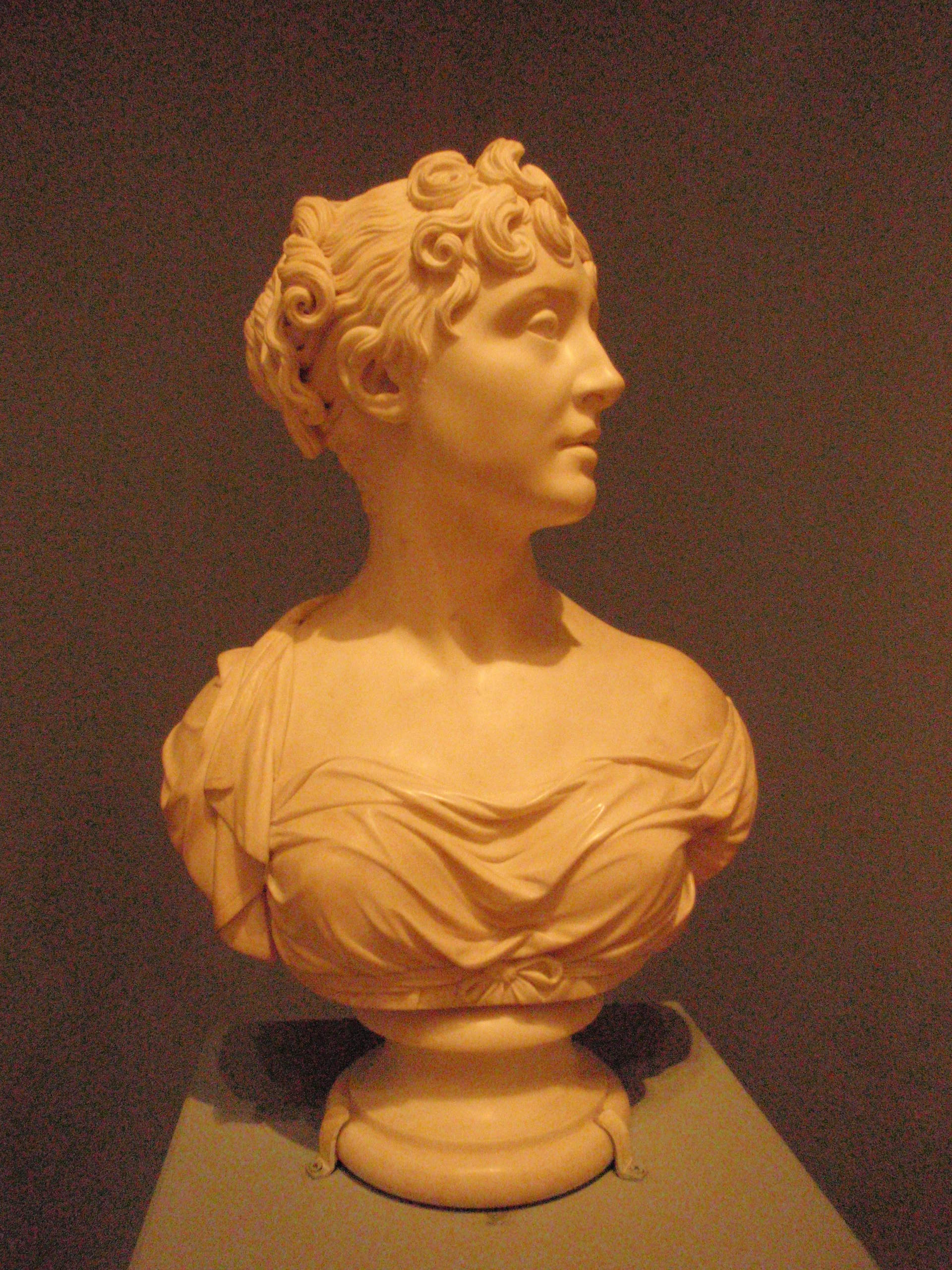
Bust de Lady Elizabeth Bingham (1810, Legion of Honor)
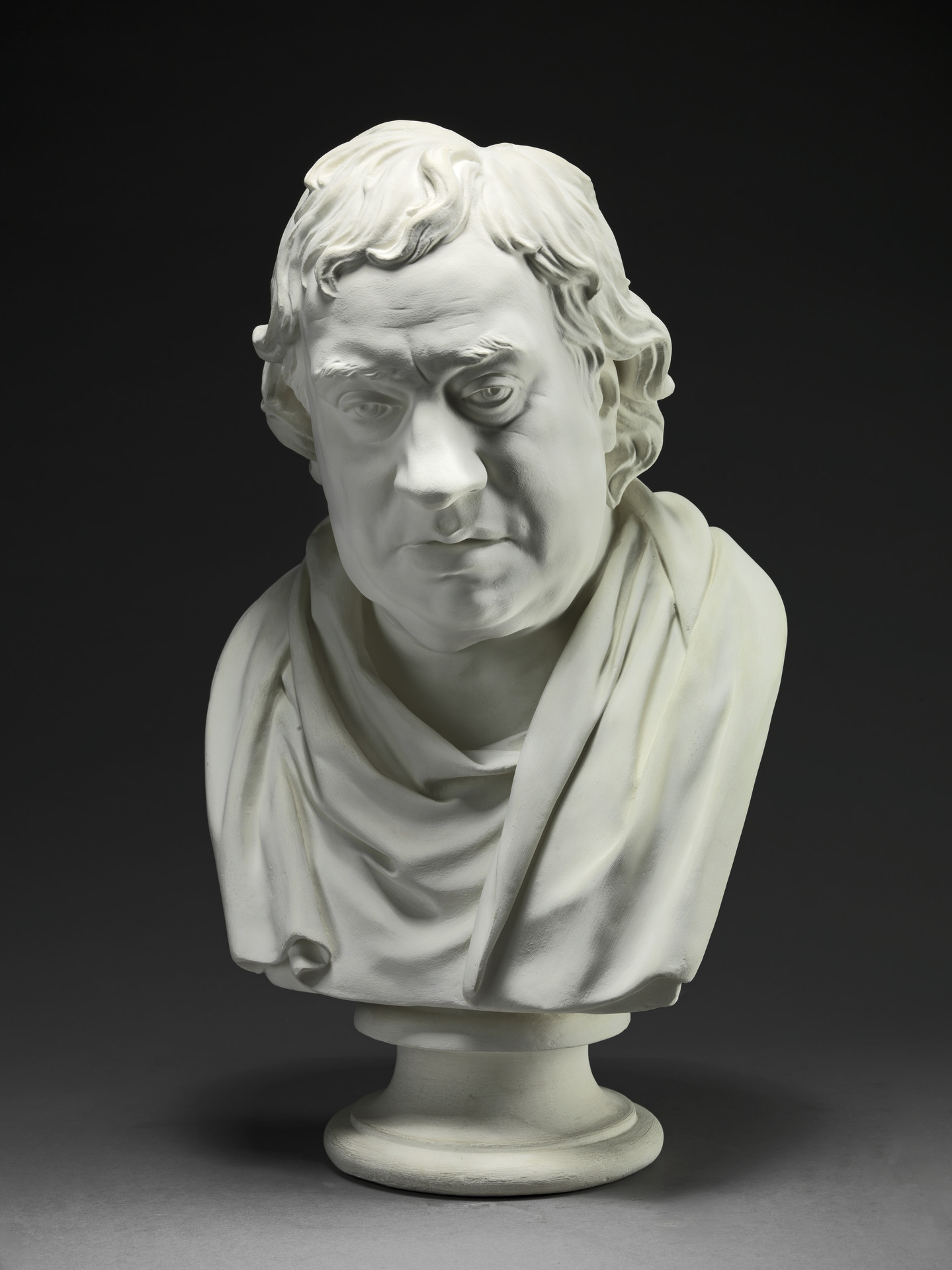
Samuel Johnson (1777, Yale Center for British Art, New Haven)
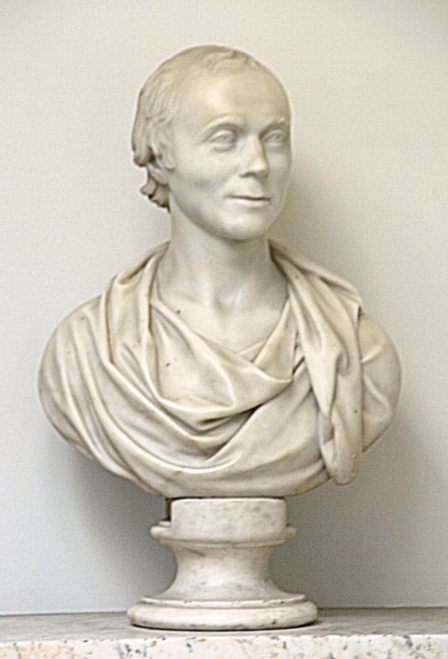
Bust de Spencer Perceval (Pitzhanger Manor)
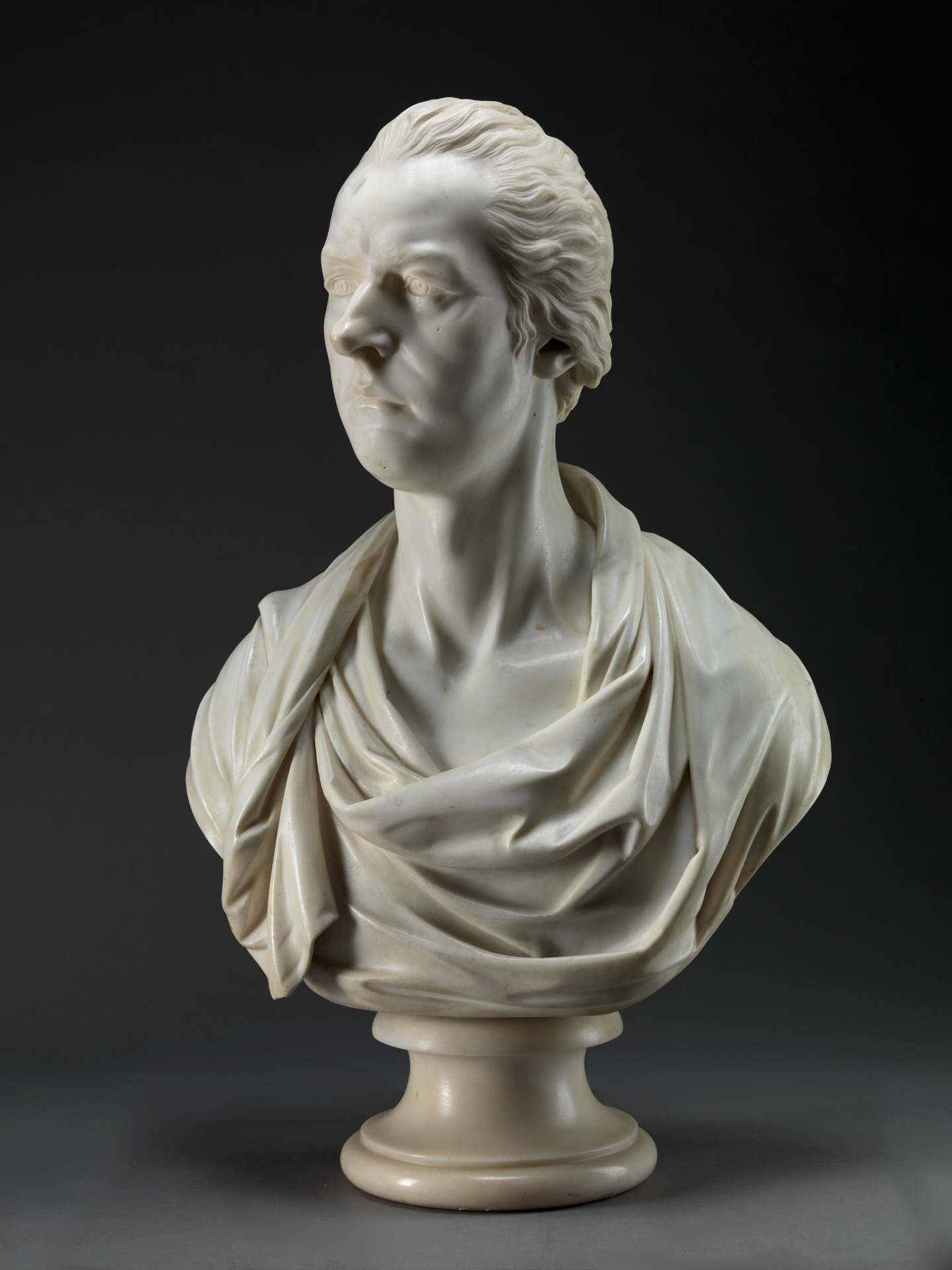
William Pitt "El Jove" (1807, marbre, Yale Center for British Art, New Haven, Connecticut)
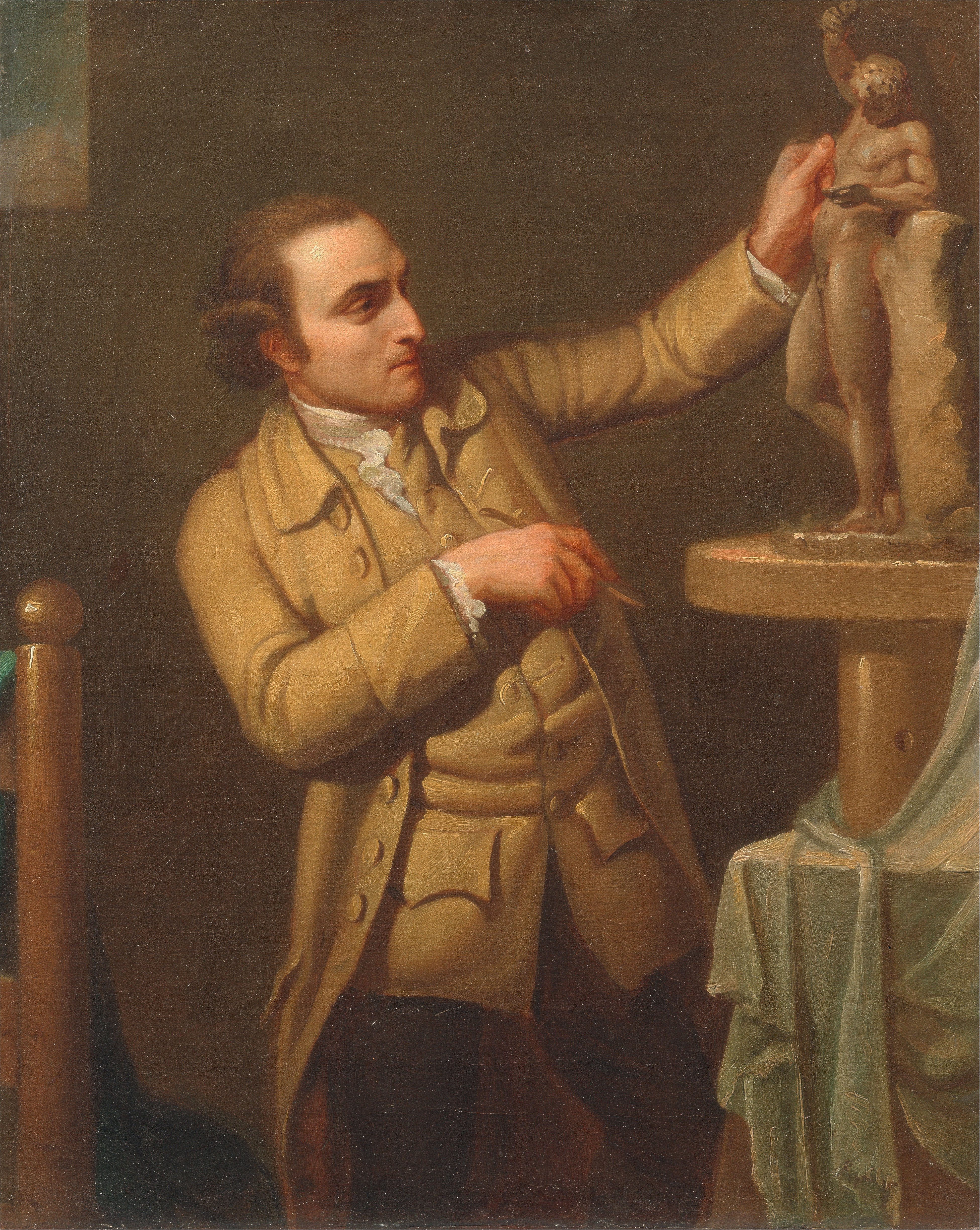
Joseph Nollekens (entre 1770 i 1771, oli sobre tela de Mary Moser, Yale Center for British Art, New Haven)

## Curiositats
Al número 44 de Mortimer Street (Fitzrovia, Central London) hi ha una placa commemorativa en record de la casa on va morir Joseph Nollekens.